# Camiel Neghli
Camiel Neghli (en arabe : كميل نيجلي), né le 6 novembre 2001 à Ede aux Pays-Bas, est un footballeur algérien. Il évolue au poste d'ailier droit au Millwall FC.

## Biographie
Camiel Neghli naît à Ede aux Pays-Bas d'un père algérien et d'une mère néerlandaise. 
Le 12 juillet 2023, Neghli signe au Sparta Rotterdam pour une durée de trois ans avec une quatrième année en option.
Le 1 novembre 2023, il signe son premier but avec le Sparta Rotterdam contre le VV IJsselmeervogels, en KNVB Beker.
Le 31 janvier 2025, il rejoint Millwall FC.

## Statistiques

### En club
| Saison                | Club                  | Championnat           | Championnat | Championnat | Championnat | Coupe(s) nationale(s) | Coupe(s) nationale(s) | Coupe(s) nationale(s) | Total | Total | Total |
| Saison                | Club                  | Division              | M.          | B.          | P.d.        | M.                    | B.                    | P.d.                  | M.    | B.    | P.d.  |
| 2020-2021             | De Graafschap         | Eerste Divisie        | 8           | 1           | 0           | -                     | -                     | -                     | 8     | 1     | 0     |
| 2021-2022             | De Graafschap         | Eerste Divisie        | 14          | 3           | 0           | 3                     | 0                     | 0                     | 17    | 3     | 0     |
| 2022-2023             | De Graafschap         | Eerste Divisie        | 32          | 11          | 4           | 4                     | 1                     | 1                     | 36    | 12    | 5     |
| Sous-total            | Sous-total            | Sous-total            | 54          | 15          | 4           | 7                     | 1                     | 1                     | 61    | 16    | 5     |
| 2023-2024             | Sparta Rotterdam      | Eredivisie            | 27          | 5           | 0           | 2                     | 1                     | 0                     | 29    | 6     | 0     |
| 2024-2025             | Sparta Rotterdam      | Eredivisie            | 20          | 5           | 2           | 2                     | 0                     | 1                     | 22    | 5     | 3     |
| Sous-total            | Sous-total            | Sous-total            | 47          | 10          | 2           | 4                     | 1                     | 1                     | 51    | 11    | 3     |
| 2024-2025             | Millwall FC           | Championship          | 4           | 1           | 0           | 2                     | 0                     | 0                     | 6     | 1     | 0     |
| 2025-2026             | Millwall FC           | Championship          | 2           | 1           | 0           | -                     | -                     | -                     | 2     | 1     | 0     |
| Sous-total            | Sous-total            | Sous-total            | 6           | 2           | 0           | 2                     | 0                     | 0                     | 8     | 2     | 0     |
| Total sur la carrière | Total sur la carrière | Total sur la carrière | 107         | 27          | 6           | 13                    | 2                     | 2                     | 120   | 29    | 8     |